# Musaranya ratolí sud-africana
La musaranya ratolí sud-africana (Myosorex varius) és una espècie de mamífer de la família de les musaranyes que es troba a Lesotho, Sud-àfrica i Eswatini.